# Chandgaon-moskee
De Chandgaon-moskee is een moskee in de havenstad Chittagong, in het zuiden van Bangladesh. De moskee werd voltooid in 2007 en is ontworpen door de architect Kashef Mahboob Chowdhury.
De moskee stond op de shortlist voor de Aga Khan Award for Architecture in 2010.